# Valdeir Vieira
Valdeir Vieira (nacido el 11 de julio de 1944) es un exfutbolista brasileño y entrenador.
Dirigió en equipos como el Caracas, Alajuelense, Al-Arabi y Bahrain Club. Además entrenó a tres selecciones, la de Costa Rica, Irán y la de Omán.

## Clubes

### Como entrenador
| Club                              | País           | Año         |
| --------------------------------- | -------------- | ----------- |
| Caracas F.C.                      | Venezuela      | 1987 - 1988 |
| Deportivo Petare                  | Venezuela      | 1989 - 1990 |
| Blumenau                          | Brasil         | 1991 - 1992 |
| Brusque                           | Brasil         | 1992 - 1994 |
| Alajuelense                       | Costa Rica     | 1994 - 1996 |
| Selección de fútbol de Costa Rica | Costa Rica     | 1996 - 1997 |
| Club Deportivo FAS                | El Salvador    | 1997        |
| Selección de fútbol de Irán       | Irán           | 1997        |
| Selección de fútbol de Omán       | Omán           | 1998 - 1999 |
| Al-Ta'ee                          | Arabia Saudita | 1999        |
| Al-Khaleej FC                     | Arabia Saudita | 2000        |
| Raja Casablanca                   | Marruecos      | 2000        |
| Deportivo Saprissa                | Costa Rica     | 2000 - 2001 |
| Al-Arabi                          | Kuwait         | 2001 - 2003 |
| Dhofar Club                       | Omán           | 2003 - 2005 |
| Al-Arabi                          | Kuwait         | 2005 - 2006 |
| AC Nagano Parceiro                | Japón          | 2006 - 2009 |
| Bahrain Club                      | Baréin         | 2010 - 2013 |
| Al-Ramtha SC                      | Jordania       | 2013        |
| Kyoto Sanga FC                    | Japón          | 2014        |

## Palmarés

### Como entrenador

#### Títulos nacionales
| Título                         | Equipo                     | País       | Año  |
| ------------------------------ | -------------------------- | ---------- | ---- |
| Primera División de Costa Rica | Liga Deportiva Alajuelense | Costa Rica | 1996 |

#### Títulos internacionales
| Título                          | Equipo                     | Sede       | Año  |
| ------------------------------- | -------------------------- | ---------- | ---- |
| Torneo Grandes de Centroamérica | Liga Deportiva Alajuelense | Costa Rica | 1996 |